# Orchestra

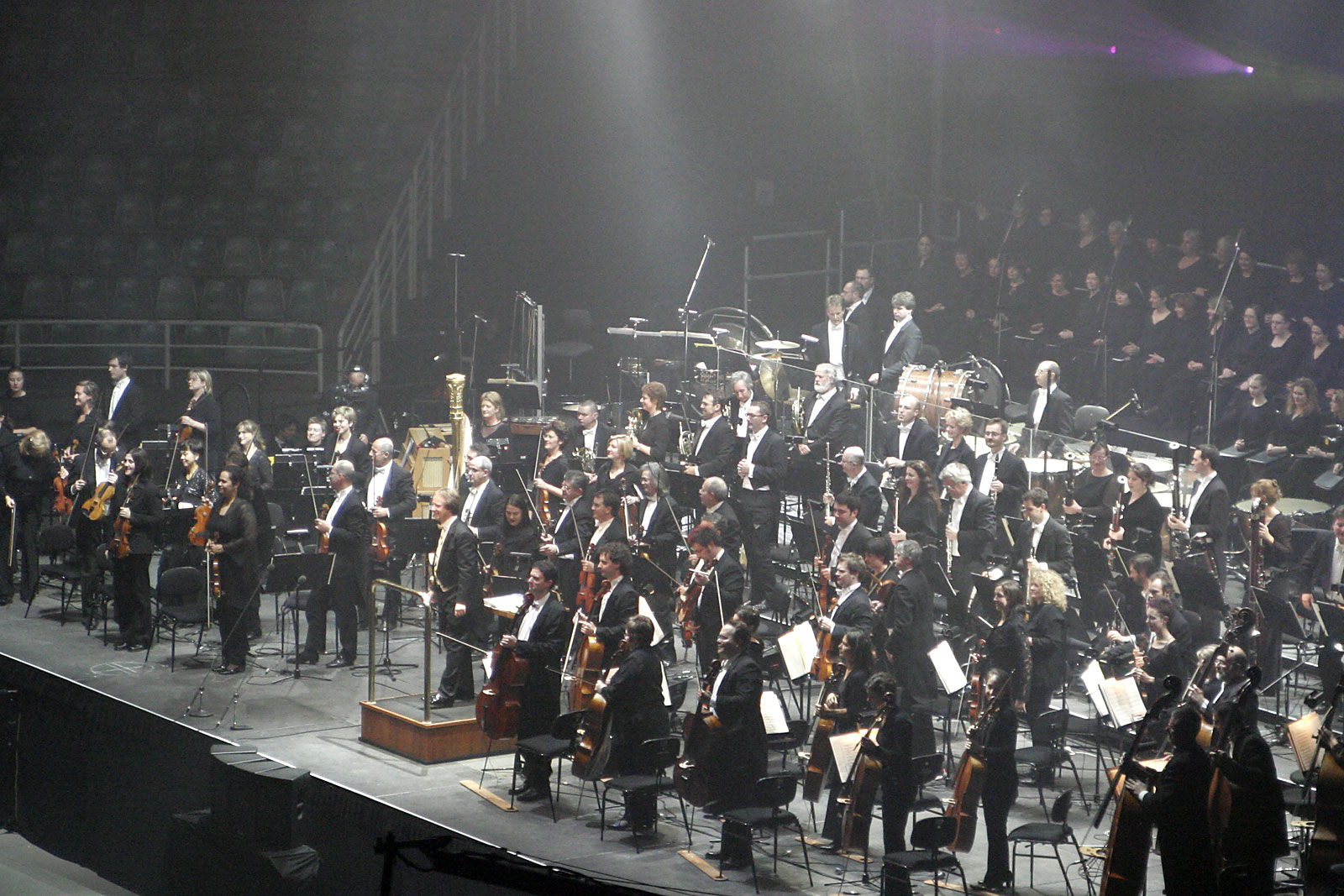
La Melbourne Symphony Orchestra

Il termine orchestra nell'antica Grecia e antica Roma designava il luogo (alla base della cavea, davanti al logeion, palcoscenico) di un teatro dove si svolgeva l'azione scenica del coro popolare (da ὀρχέομαι, orchéomai, danzare) e fu reimpiegato nel Rinascimento per denominare l'area immediatamente di fronte al palcoscenico.
L'uso della parola orchestre o orquestre per riferirsi a un ensemble strumentale, invece che un luogo fisico nel teatro, appare in Francia nella seconda metà del Seicento. La parola orchestra indica genericamente un insieme di molti strumentisti. Come istituzione, l'orchestra è nata nei secoli XVII e XVIII in Europa ed è stata in seguito diffusa nel resto del mondo. Le attuali orchestre di musica classica sono formate da strumenti musicali ad arco, a fiato e a percussione.

## Categorizzazione

### Complessi da camera
Gruppi di strumenti che venivano ingaggiati per suonare nelle case del pubblico, spesso ristretto, da cui il nome "da camera". Era perlopiù fruita da un pubblico nobile che poteva permettersi un concerto di strumenti in casa propria, e, ovviamente, era privata.

### Orchestra da camera
Orchestra formata da un numero ridotto di strumenti.

### Orchestra filarmonica
Il termine orchestra filarmonica non è indicativo del tipo di orchestra. Spesso la dicitura indica una struttura associativa, una sorta di cooperativa gestita dai componenti stessi dell'orchestra. Esempi sono i Wiener Philharmoniker, con elementi dell'Orchestra dell'Opera di Stato di Vienna, l'Orchestra Filarmonica della Scala, formata da musicisti dell'Orchestra del Teatro alla Scala ed i Berliner Philharmoniker, nome che fino al 2002 indicava gli elementi dell'Orchestra Filarmonica di Berlino organizzati in una forma privata.
Inoltre ci sono orchestre che sono denominate come Filarmoniche indipendentemente dalla loro struttura lavorativa, come la New York Philharmonic o i Münchner Philharmoniker.

### Orchestra a fiati
L'orchestra a fiati è formata da strumenti a fiato tipici dell'organico sinfonico, quindi legni e ottoni, più la sezione ad arco formata dal contrabbasso singolo o in due, le percussioni orchestrali e i timpani. Di per sé è un organico che può eseguire brani scritti appositamente oppure adattamenti e trascrizioni di musiche sinfoniche.

### Orchestra sinfonica
L'orchestra sinfonica è un'orchestra di grandi dimensioni che può comprendere gli strumenti di tutte le famiglie. Oggi è composta normalmente da più di quaranta strumentisti e può a volte superare il centinaio di elementi. Di solito comprende archi, legni, ottoni e percussioni. Gli strumenti possono variare.

#### Struttura
L'orchestra sinfonica è composta da:
- archi: violini primi e secondi, viole, violoncelli, contrabbassi;
- arpa;
- legni: fagotti, controfagotto, oboi, oboe d'amore, clarinetti, clarinetto basso, clarinetto piccolo, corno inglese, flauti traversi, ottavino, e in alcuni casi i sassofoni (in particolare contralti);
- ottoni: corni, trombe, tromboni, tuba;
- percussioni: timpani, piatti, triangoli, grancassa, tam-tam, con l'aggiunta occasionale di percussioni varie come xilofoni, rullante, celesta, conga, campane tubolari, timbales, maracas, e percussioni esotiche.

Fanno parte non stabile di un'orchestra sinfonica i seguenti strumenti:
- pianoforte;
- chitarra acustica ed elettrica, talvolta anche il basso elettrico;
- elettrofoni: vibrafoni, theremin, sintetizzatore, tastiera elettronica.

Al giorno d'oggi le orchestre sono dirette da un direttore d'orchestra ma in passato, e anche nelle piccole orchestre, spesso il direttore era semplicemente il primo violino, o comunque un musicista impegnato anche nell'esecuzione.

disposizione americana dell'orchestra sinfonica

#### Disposizione
La disposizione più diffusa è quella cosiddetta "americana", illustrata in figura ovvero: i violini, le viole e i violoncelli sono disposti a cerchio, i contrabbassi si trovano dietro ai violoncello; in mezzo troviamo i legni con dietro gli idiofoni, membranofoni e ottoni. È ancora in uso, specialmente per esecuzioni storiche, la disposizione "tedesca". La differenza è che in quest'ultima i primi e secondi violini siedono di fronte, i contrabbassi dietro ai primi violini, le viole accanto ai secondi violini e i violoncelli al centro 
.

## Storia
L'orchestra moderna ha avuto il suo sviluppo nel XVII e XVIII secolo.
Claudio Monteverdi per la sua opera Orfeo del 1607 utilizzò un'orchestra formata da archi, trombe, cornetti, arpa, fagotto, clavicembalo, organo con funzione di basso continuo.

Nel 1637 Marin Mersenne nel suo Traité d'harmonie universelle riporta l'organico dell'orchestra d'archi, conosciuta come Les 24 Violons du Roy, attiva presso la corte di Luigi XIII di Francia:
- 6 Dessus
- 4 Haute-Contre ovvero Haute-Contre Taille
- 4 Taille
- 4 Quinte ovvero Cinquiesme
- 6 Basse

In questo organico è rappresentata la famiglia completa degli archi nella forma in cui era utilizzata nella Francia del XVII secolo. I dessus erano violini, mentre con haute-contre, taille e quinte si indicavano tre taglie diverse di viole, tutte però accordate come la viola attuale; più grandi erano gli strumenti, più gravi erano le parti che vi si eseguiva. Infine, vi erano i basse de viola, corrispondenti al nostro violoncello, ma accordati un tono sotto.
A questo organico si affiancavano strumenti destinati alla realizzazione del basso continuo: clavicembalo o organo, tiorba o arciliuto, arpa, ecc. Nelle altre nazioni, il gruppo di archi era completato da un violone o contrabbasso che eseguiva la stessa parte dei violoncelli un'ottava più in basso. A questi si affiancavano saltuariamente (e praticamente mai tutti insieme) oboi, flauti dritti, flauti traversi, fagotti, trombe, tromboni, corni, timpani. Il clarinetto, da poco inventato, fece l'ingresso in orchestra verso la metà dello stesso secolo, e in casi particolari vennero aggiunte altre percussioni (ad esempio, la cosiddetta "musica alla turca": triangolo, grancassa e piatti). I tromboni, che erano già usati da molto tempo nella musica sacra si aggiunsero solo alla fine del settecento nell'orchestra operistica. All'inizio del XIX secolo si cominciò a strutturare definitivamente l'orchestra sinfonica con l'aggiunta di altre percussioni e della tuba.
Nel corso del secolo il numero dei musicisti in orchestra continuò a crescere fino alle dimensioni e alla composizione attuale. Spesso l'orchestra viene designata attraverso il numero di fiati della stessa famiglia che vengono utilizzati. Ad esempio, un'orchestra a 2 prevede coppie di flauti, di oboi, di clarinetti, ecc. mentre un'orchestra a 3 vede affiancati ai due flauti anche l'ottavino, alla coppia di oboi il corno inglese, ecc. Con l'aumentare del numero dei fiati, aumenta conseguentemente il numero di archi. Benché il numero esatto di questi ultimi non venga quasi mai specificato, quando l'orchestra è a 3 si tende ad utilizzare il seguente standard, istituito dalla tradizione di esecuzioni di lavori di Wagner e Richard Strauss:
- 16 violini primi
- 14 violini secondi
- 12 viole
- 10 violoncelli
- 8 contrabbassi.

Ultimamente si fa strada l'abitudine di segnare gli strumenti dell'orchestra di un brano attraverso una stringa numerica nella quale sono indicate le famiglie strumentali dei legni, ottoni, percussioni, strumenti polifonici e archi, separate tra loro da barre oblique. Per ogni strumento viene poi indicato il numero in orchestra. Ad esempio:
2222/4230/tmp perc (2)/ar pf/ archi
si legge:
2 flauti, 2 oboi, 2 clarinetti, 2 fagotti / 4 corni, 2 trombe, 3 tromboni, nessuna tuba / timpani (con un esecutore addetto) più percussioni generiche suonate da altri 2 esecutori/ arpa, pianoforte / archi  (violini I, violini II, viole, violoncelli, contrabbassi)
Quando si voglia indicare strumenti diversi da questi, li si inserisce nella famiglia appropriata, abbreviandoli.
 
Ad es: ott 222 clb 2/... si legge ottavino, 2 flauti, 2 clarinetti, clarinetto basso, 2 fagotti. Quando lo stesso strumentista è chiamato a suonare due strumenti diversi all'interno della stessa composizione, lo strumento alternativo viene segnato tra parentesi. Ad es: 3(ott)3(cr ing)3(clb)3(cfg), va inteso come 3 flauti (il terzo con l'obbligo dell'ottavino), 3 oboi (il terzo con l'obbligo del corno inglese), e così via. Non esiste una lista standard delle abbreviazioni, tanto più che esse variano a seconda del paese di utilizzo.
Diamo a titolo puramente esemplificativo l'organico più usuale per diversi tipi di orchestra, tenendo presente che solo nell'Ottocento si avrà una certa standardizzazione degli strumenti mentre nei periodi precedenti le varianti erano la regola.

### Orchestra d'archi o barocca: Seicento e Settecento
- 2 flauti
- 2 oboi
- 2 oboi d'amore
- 2 oboi da caccia
- 2 trombe
- 2 corni
- archi (violini I e II, viola)
- basso continuo (strumenti melodici: fagotto, violoncello, contrabbasso; strumenti armonici: liuto, arciliuto, tiorba, clavicembalo, organo)

### Orchestra da camera o classica: Settecento e Ottocento
- 2 flauti
- 2 oboi
- 2 clarinetti
- 2 fagotti
- 2 corni
- 2 trombe
- 3 tromboni
- timpani
- archi (violino I concertante (o di spalla), che aveva il ruolo di dirigere gli altri strumenti, violini I e II, viole, violoncelli e contrabbassi)

### Orchestra sinfonica o romantica: Ottocento e Novecento
- 2 flauti (anche ottavino)
- 2 oboi (anche corno inglese)
- 2 clarinetti (anche clarinetto basso)
- 2 fagotti (anche controfagotto)
- 2 sassofoni
- 4 corni
- 2 trombe
- 3 tromboni
- 1 tuba
- timpani
- percussioni varie (grancassa, rullante, piatti, triangolo, celesta)
- 2 arpe
- archi (primi e secondi violini, viole, violoncelli e contrabbassi)
- nasce la figura del direttore d'orchestra

### Orchestra da film
La base è l'orchestra romantica ma spesso i fiati sono "a 3" e con alcune aggiunte:
- 3 flauti (ottavino)
- 3 oboi (corno inglese)
- 3 clarinetti (clarinetto basso)
- 2 sassofoni
- 3 fagotti (controfagotto)
- 4 corni
- 3 trombe
- 2 tromboni tenori
- 1 trombone basso
- 1 tuba
- timpani
- percussioni generiche (compresi marimba, xilofono, glockenspiel, vibrafono e celesta)
- strumenti elettronici o elettrificati (tastiere, Onde Martenot, theremin, chitarre elettriche)
- arpa
- pianoforte
- archi